# Національна федерація футболу Гватемали
Національна федерація футболу Гватемали (ФедефутГвате) (ісп. Federación Nacional de Fútbol de Guatemala (FedefutGuate)) — організація, що здійснює контроль та управління футболом у Гватемалі. Штаб - квартира федерації розташована у столиці держави - місті Гватемала.
Федерація заснована у 1919 році, член ФІФА з 1946 року, член КОНКАКАФ - з 1961, одразу після утворення цієї організації. 
Федерація організує діяльність та керує національними збірними країни з футболу (чоловічою,жіночою та молодіжними). Під егідою федерації проводяться чоловічий та жіночий чемпіонати країни з футболу, а також ряд інших футбольних турнірів.